# Concours musical international Reine Élisabeth de Belgique 2023
Le Concours musical international Reine Élisabeth de Belgique, session 2023, est consacré au chant et se tient à Bruxelles (Belgique) du 21 mai 2023 au 3 juin 2023.

## Candidats
| Candidats                   | Pays             | Naissance | Tessiture | Lauréats            |
| --------------------------- | ---------------- | --------- | --------- | ------------------- |
| Inho Jeong                  | Corée            | 1991      | basse     | 5e                  |
| Sungho Kim                  | Corée            | 1990      | ténor     | demi-finaliste      |
| Jihoon Son                  | Corée            | 1990      | ténor     | demi-finaliste      |
| Silvia Sequeira             | Portugal         | 1992      | soprano   | lauréat             |
| Junho Hwang                 | Corée            | 1998      | ténor     | demi-finaliste      |
| Jasmin White                | États-Unis       | 1993      | contralto | 2e + prix du public |
| Floriane Hasler             | France           | 1994      | mezzo     | 4e                  |
| Linsey Coppens              | Belgique         | 1993      | mezzo     | demi-finaliste      |
| Mathilde Ortscheidt         | France           | 1990      | mezzo     | demi-finaliste      |
| Joseph Parrish              | Etats-Unis       | 1997      | baryton   | demi-finaliste      |
| Anne-Sophie Neher           | Canada           | 1990      | soprano   | lauréat             |
| Margaux de Valensart        | Belgique         | 1991      | soprano   | demi-finaliste      |
| Fleuranne Brockway          | Australie        | 1992      | mezzo     | lauréat             |
| Daegyun Jeong               | Corée            | 1994      | baryton   | demi-finaliste      |
| Lubov Karetnikova           | Etats-Unis       | 1993      | soprano   | demi-finaliste      |
| Daniel Gwon                 | Corée            | 1992      | baryton   | lauréat             |
| Marie-Lombart               | France           | 1997      | soprano   | demi-finaliste      |
| Taehan Kim                  | Corée            | 2000      | baryton   | 1er                 |
| Juliette Mey                | France           | 2000      | mezzo     | 6e                  |
| Maria Warenberg             | Pays-Bas         | 1995      | mezzo     | lauréat             |
| Alexandra Lowe              | Grande-Bretagne  | 1991      | soprano   | demi-finaliste      |
| Junoh Lee                   | Corée            | 1994      | basse     | demi-finaliste      |
| Julia Muzychenko-Greenhalgh | Russie/Allemagne | 1994      | soprano   | 3e                  |
| Carole-Anne Roussel         | Canada           | 1994      | soprano   | lauréat             |

## Jury
- Bernard Foccroulle (président du jury)
- Sumi Jo
- Sophie Karthäuser
- Sophie de Lint (nl)
- Bejun Mehta
- Patricia Petibon
- Christoph Prégardien
- José Van Dam (baryton-basse)
- June Anderson (soprano)
- Reinoud Van Mechelen (nl)
- Peter de Caluwe
- Evamaria Wieser
- Marc Clémeur
- Helmut Deutsch
- Serge Dorny (nl)
- Bernarda Fink
- Jonathan Friend